# Coronanthera barbata
Coronanthera barbata är en tvåhjärtbladig växtart som beskrevs av Charles Baron Clarke. Coronanthera barbata ingår i släktet Coronanthera och familjen Gesneriaceae. Inga underarter finns listade i Catalogue of Life.